# Емілі Шиндлер
Емілі Шиндлер (Німецька: [eˈmiːli̯ə ˈʃɪndlɐ] ( прослухати); уродж. [ˈpɛltsl̩] ; 22 жовтня 1907 — 5 жовтня 2001) — судетська німкеня, яка разом зі своїм чоловіком Оскаром Шиндлером врятувала життя понад 1200 євреїв під час Другої світової війни, влаштувавши їх на роботу на заводи з виробництва емальованого посуду та боєприпасів, забезпечивши їм імунітет від нацистів. У 1994 році ізраїльський Яд Вашем надав їй звання Праведника народів світу.

## Раннє життя
Емілі народилася в селі Малетін у Чехословаччині в родині судетських німецьких фермерів Йозефа і Марі Пельцль. Вона мала старшого брата Франца, з яким була дуже близька. 
Раннє життя Шиндлер було ідилічним, вона дуже любила природу та тварин. Її також цікавили роми, які іноді зупинялися табором біля села на кілька днів; їхній кочовий спосіб життя, їхня музика та їхні історії зачаровували її. 

## Шлюб
Емілі Пельцль вперше зустріла Оскара Шиндлера в 1928 році, коли він приїхав до Малетіну, щоб продавати електродвигуни її батькові. Після шести тижнів знайомства, пара одружилася 6 березня 1928 року в корчмі на околиці Світави, рідного міста Шиндлера. 
Незважаючи на свої недоліки, Оскар мав велике серце і завжди був готовий надати допомогу кожному, хто її потребував. Він був привітним, добрим, надзвичайно щедрим і милосердним, але водночас зовсім не зрілим. Він постійно брехав і обманював мене, а потім повертався з жалем, як хлопчик, якого спіймали в пустощах, і просив пробачення ще раз — і тоді ми починали все заново ... 

## Друга Світова війна

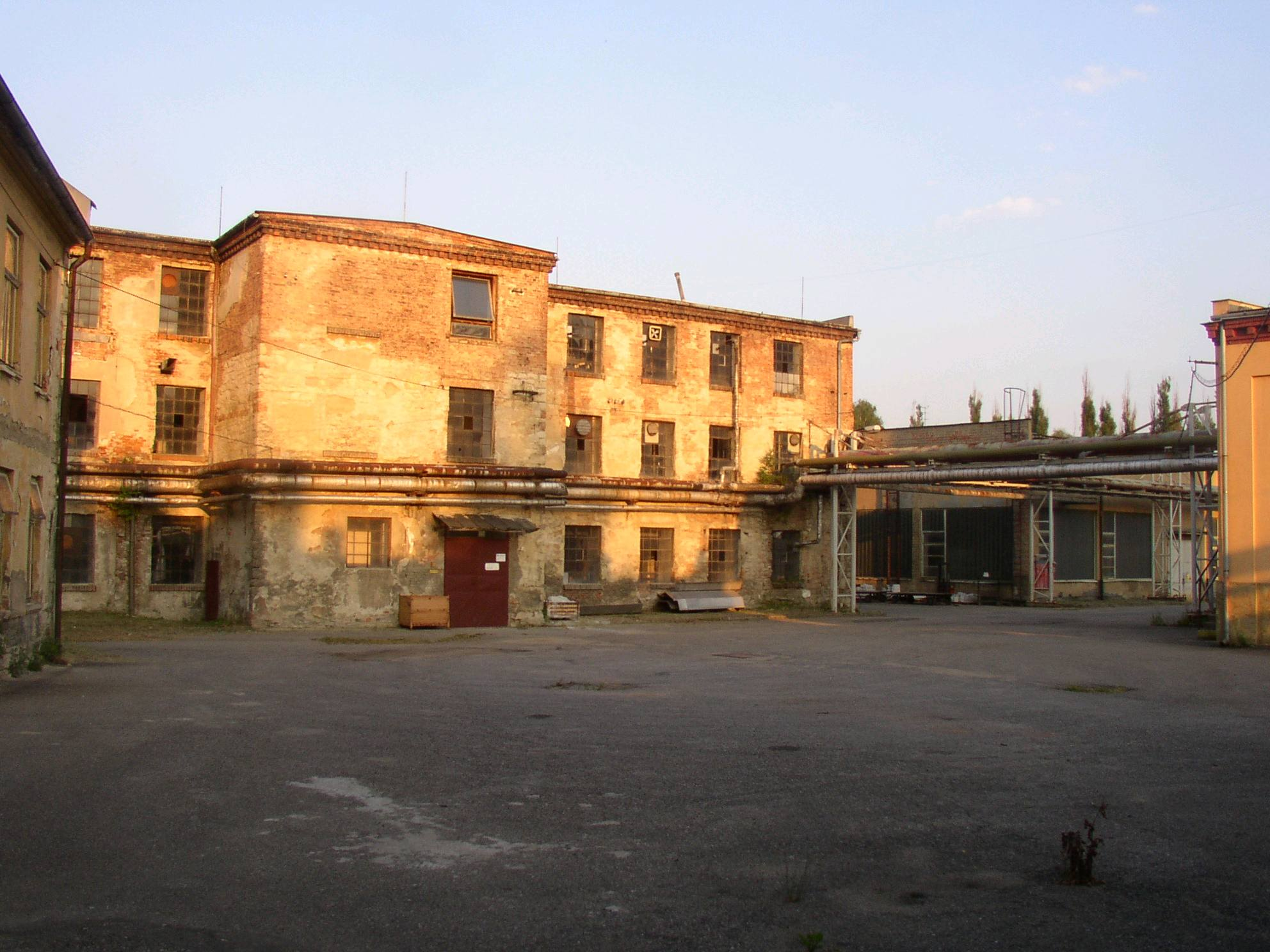
Фабрика Шиндлера в Брненці в 2004 році

У 1938 році безробітний Оскар Шиндлер приєднався до нацистської партії та переїхав до Кракова, залишивши дружину в Світави. Там він отримав у власність фабрику емальованого посуду, що багато років простоювала та була банкрутом, і яку він перейменував на Deutsche Emaillewaren-Fabrik (Німецька фабрика емальованого посуду). Він наймав на фабрику переважно єврейських робітників, оскільки вони були найдешевшими.  Незабаром Оскар зрозумів справжню жорстокість нацистів, і Шиндлери почали захищати своїх єврейських робітників. Спочатку вони рятували робітників, підкупляючи охорону СС; пізніше вони вносили своїх працівників у список основних робітників фабрики, що виробляли боєприпаси для Рейху. Коли умови погіршилися й у них почали закінчуватися гроші, Емілі продала свої коштовності, щоб купити їжу, одяг і ліки. Вона доглядала за хворими робітниками в таємному санаторії в таборі в Брненці за допомогою медичного обладнання, придбаного на чорному ринку. 
Один із тих, хто вижив, Моріс Маркхайм, пізніше згадував:
Вона дістала цілу вантажівку хліба десь на чорному ринку. Викликали мене розвантажувати. Вона розмовляла з есесівцями, і завдяки тому, як вона стояла й розмовляла, я міг заховати буханку під сорочку. Я бачив, що вона зробила це навмисно. Буханець хліба на той момент був золотом ... Існує старий вислів: «За чоловіком стоїть жінка», і я вірю, що вона була великою людиною.
В цілому Шиндлери врятували від таборів смерті понад 1200 євреїв. У травні 1945 року, коли радянські війська увійшли до Брюнліца, Шиндлери були змушені залишити євреїв на фабриці й почати переховуватися, щоб уникнути відповідальності через зв'язки Оскара з нацистською партією. 

## Життя після війни
Шиндлери втекли до Буенос-Айреса, що в Аргентині, з дюжиною євреїв. У 1949 році вони оселилися там як фермери й отримали фінансову підтримку від єврейської організації. 
У 1957 році збанкрутілий Оскар Шиндлер покинув дружину і повернувся до Німеччини, де й помер у 1974 році  Хоча вони офіційно не розлучалися, проте більше одне одного так і не бачили. У 1993 році під час зйомок фільму «Список Шиндлера» Емілі Шиндлер і кілька вцілілих євреїв відвідали могилу її чоловіка в Єрусалимі. Її супроводжувала Керолайн Гудолл, акторка, яка зіграла Емілі у фільмі.
Нарешті ми знову зустрілися ... Я не отримала відповіді, мій любий, я не знаю, чому ти покинув мене ... Але чого не може змінити навіть твоя смерть чи моя старість, так це те, що ми все ще одружені, такими ми є перед Богом. Я пробачила тобі все, все ...
Після виходу фільму в прокат близька подруга Емілі, біограф Еріка Розенберг, розповіла у своїй книзі, що творці фільму не заплатили «жодного пенні» Емілі за її внесок у фільм. Це звинувачення було заперечено Томасом Кеніллі, автором «Ковчега Шиндлера», який стверджував, що нещодавно особисто надіслав Емілі чек. Він також розповів про сварку з Розенберг з цього приводу, після якої Емілі попросила Розенберг припинити цю тему.  У своєму фільмі 2001 року «Хвала любові» режисер Жан-Люк Годар звинувачує Стівена Спілберга в тому, що він знехтував Емілі, коли вона нібито помирала в бідності в Аргентині.  Відповідаючи Годару, кінокритик Роджер Еберт розмірковував: «Чи Годар, також використавши її, надіслав їй якісь гроші?» і «Чи Годар або будь-який інший режисер, живий чи мертвий, зробив більше, ніж Спілберг, з його проєктом Голокосту, для вшанування та збереження спогадів тих, хто вижив?» 
Шиндлер багато років жила зі своїми 50 домашніми тваринами у маленькому будинку в Сан-Вісенте, за 40 кілометрів на південний захід від Буенос-Айреса. Вона отримувала невелику пенсію з Ізраїлю та Німеччини. Аргентинські поліцейські цілодобово охороняли її будинок, захищаючи її від антисемітських екстремістських груп, і з багатьма з цих солдатів вона подружилася

## Смерть
У липні 2001 року під час візиту до Берліна Шиндлер сказала журналістам, що її «найбільше й останнє бажання» — провести свої останні роки в Німеччині, і додала, що все більше сумує за домом.  У ніч на 5 жовтня 2001 року вона померла від наслідків інсульту в лікарні Меркіш-Одерланд, в Штраусберзі, за 2 з половиною тижні до свого 94-го дня народження.  Емілі похована на кладовищі у Вальдкрайбурзі, Німеччина, приблизно в годині їзди від Мюнхена. На її надгробку є слова з Мішни, Синедріон 4:5, Wer einen Menschen rettet, rettet die Ganze Welt («Хто врятує одне життя, врятує цілий світ»). 

## Спадщина
Кілька єврейських організацій відзначили Емілі Шиндлер за її старання під час Другої світової війни. У травні 1994 року вона разом з її чоловіком отримали звання Праведника народів світу від Яд Вашем,  разом із Міп Гіс, жінкою, яка переховувала Анну Франк та її родину в Нідерландах під час війни. У 1995 році Шиндлер була нагороджена Орденом Травня — найвищою відзнакою для іноземців, що не є главами держав в Аргентині.  Її життя надихнуло Еріку Розенберг на написання книги «Де зустрічаються світло і тінь», яка вперше була опублікована іспанською мовою в 1992 році, а згодом перекладена англійською та німецькою.
Вона з'являється в романі Томаса Кеніллі «Ковчег Шиндлера» та знятому на його основі фільмі 1993 року «Список Шиндлера», в якому її грає Керолайн Гудолл.
Про неї розповідає сюжет опери «Фрау Шиндлер» композитора Томаса Морзе, прем'єра якої відбулася 2017 року в театрі Гертнерплац у Мюнхені. Наступного року до сотого ювілейного сезону в Театрі імені Станіславського і Немировича-Данченка була поставлена нова постановка опери під керівництвом Володимира Аленікова.